# Miroslav Vašíček
Miroslav Vašíček (* 3. srpna 1950) je bývalý český silniční motocyklový závodník. Závodil ve třídách do 250 a 350 cm³. Motocyklový závodník byl i jeho mladší bratr Pavel Vašíček.

## Závodní kariéra
Závodil ve třídách do 250 a 350 cm³, v roce 1974 na motocyklech Jawa, v roce 1975 do 250 cm³ na motocyklu König a ve třídě do 350 cm³ od roku 1975 na Yamaze. V mistrovství republiky vyhrál v roce 1975 ve třídě do 350 cm³ závod ve Velkém Meziříčí. V roce 1975 skončil ve třídě do 350 cm³ při GP Československa na 18. místě.

## Úspěchy
- Mistrovství Československa silničních motocyklů – celková klasifikace
  - 1974 do 250 cm³ – 32. místo
  - 1974 do 350 cm³ – 7. místo
  - 1975 do 250 cm³ – 29. místo
  - 1975 do 350 cm³ – 5. místo
  - 1976 do 350 cm³ – 6. místo
- 1 vítězství v závodech mistrovství Československa